# Бризантност
Бриза́нтност (на френски: brisance; на немски: brisant) – характеристика на взривното вещество (ВВ). Служи за мярка на неговата способност за локално дробящо въздействие на средата, в която протича взрива. Терминът има произход от френското „briser“ (чупя, разбивам).
Бризантността зависи от състава на взривното вещество, неговата плътност, физическо състояние, степен на раздробяване. Като правило, бризантността нараства с увеличаването на плътността и скоростта на детонация на ВВ.

## Способи за определяне на бризантност
Най-прост и разпространен способ е пробата на Хесс. Този способ в Руската федерация се използва за промишлените ВВ като стандартните по ГОСТ 5984 – 99. Изпитанието се провежда с детониране на заряд с маса 50 грама, зарядът се разполага върху тънък стоманен диск, на свой ред дискът е поставен отгоре на оловен цилиндър с диаметър 40 mm и височина 60 mm. След взрива на заряда се измерва намаляването на височината на оловния цилиндър. Разликата между средните височини на цилиндъра преди и след взрива е мяра за бризантността на ВВ. Традиционно се измерва в милиметри.
В много държави за оценка на бризантността на ВВ се използва бомбата на Трауцел.

## Бризантност на някои взривни вещества
- Тротил – 16,5 mm
- Амонит скальный № 1 прессованный – 22 mm
- Амонит №6ЖВ – 14 – 17 mm
- Амонал – 16 mm
- Хексоген – оценява се на 24 mm (разбива оловният цилиндър).

Измерването на бризантността на взривни вещества с висока скорост на детонация и малък пределен диаметър на детонация по свиване на оловен цилиндър е затруднено от разрушаването на цилиндъра. За такива ВВ в Русия обикновено се използва метод на измерване на свиването на меден цилиндър (кре́шер) в прибор-бризантомер. Като стандарт обикновено се използва заряд пресован флегматизиран хексоген с плътност 1,65 g/cm³.
Бризантност на някои ВВ по свиване на медния крешер:
- Хексоген флегматизиран – 4,1 – 4,2 mm
- Хексоген при плътност 1,75 г/sm³ – 4,8 mm
- Октоген при плътност 1,83 г/sm³ – 5,4 mm

## Други способи за определяне на бризантността
- оценка на раздробяването на обвивката на заряда
- измерване на импулса на ударната вълна на балистичното махало
- проба на Каст
- пясъчна проба (sand crash test)